# Mervyn Bennet
Mervyn Bennet (né le 7 septembre 1944) est un cavalier australien de concours complet.

## Carrière
Mervyn Bennet a représenté l'Australie lors de deux Jeux olympiques.
Aux Jeux olympiques d'été de 1976 à Montréal, il est 12e de l'épreuve individuelle avec Regal Reign. En équipe avec Wayne Roycroft, Bill Roycroft et Denis Pigott, il remporte la médaille de bronze de l'épreuve par équipe.
Il est choisi pour représenter l’Australie aux Jeux olympiques de 1980 à Moscou, mais la compétition est boycottée par la fédération australienne.
Aux Jeux olympiques d'été de 1984 à Los Angeles, il est 19e de l'épreuve individuelle avec Regal Reign. En équipe avec Wayne Roycroft, Vicki Roycroft et Andrew Hoy, il est cinquième de l'épreuve par équipe.